# 西南交通大学
西南交通大学（英語：Southwest Jiaotong University），简称交大、西南交大，是一所位於四川省成都市的公立综合性研究型大学。
西南交通大学的历史可以追溯至1896年创建的北洋大学堂附设津榆铁路学堂，1897年11月析出的山海关北洋铁路官学堂。历经多次改名和迁校，曾先后易名交通大学唐山工程学院、国立交通大学贵州分校、中国交通大学唐山工学院、北方交通大学、唐山铁道学院等。因校址曾长期设在河北唐山，故别名“唐山交大”、“唐院”。
西南交通大学是教育部直属，由教育部、中国铁路总公司、四川省和成都市共建的全国重点大学，是“双一流”、原“211工程”、“特色985工程”、“2011计划”重点建设高校。设有九里、犀浦、峨眉，成都东部（国际）校区四个校区。

## 历史
西南交通大学的前身是建校於1896年的山海关北洋铁路官学堂，是中国近代實際建校最早的高等学府之一，曾歷經多次改名和遷校。

### 清朝末年（1896－1912）
1896年创建于天津，1897年初筹备就绪即将开学之际，盛宣怀令其撤销并入北洋大学堂。1897年11月，津榆铁路督办胡燏棻令其从北洋大学堂迁出，迁至山海关，时称山海关北洋铁路官学堂（Imperial Chinese Railway College），1900年9月停办解散。1903年，拟复办，因经费问题失败。1905年，复办并迁校河北唐山，定名为唐山路矿学堂。

### 交大唐校时期（1912－1937）
在民国初年，孙中山先生曾莅校视察，发表了“革命需要武装、建设两路大军”的著名演说。1920年12月，北洋政府交通总长叶恭绰以交通部所属上海工业专门学校、唐山工业专门学校、北平铁路管理学校、北平邮电学校四校散居各地，不便管理。決定於1921年统一学制，统称交通大学。而分称各校为交通大学上海学校（沪校，今上海交通大学、西安交通大学）、唐山学校（唐校，今西南交通大学）、北京学校（平校，今北京交通大学）。茅以升从交通大学唐山工学院毕业去美国康奈尔大学时，该校起初不承认交通大学唐校之学历，故出题考核茅之水平，因为茅回答得极为出色，故该校后来决定从此对交通大学的留学生免试入学。

### 辗转办学时期（1937－1949）
1937年抗日战争爆发后，校园被日军占领，年底在湖南湘潭复校，次年5月迁往湖南湘乡杨家滩。1939年再次迁往贵州平越。1942年1月更名为国立交通大学贵州分校。1944年11月，因日军攻入贵州，学校被迫再次迁至四川璧山。1946年8月，奉教育部令更名国立唐山工学院，并迁回唐山原址办学。

### 共和国时期（1949年至今）
1949年7月，学校由中央军委铁道部接管，将唐山工学院、北平铁道管理学院和华北交通学院合并为中国交通大学，本部在北京铁道部，下设唐山工学院和北京铁道管理学院。1950年8月，中国交通大学更名为北方交通大学，学校继而更名为北方交通大学唐山工学院。
1952年，全国高等院校院系调整后，更名为唐山铁道学院。
1964年9月，为支援“大三线”的建设和迫于国内外政治环境的压力，学校内迁四川峨眉，1971年搬迁完毕，次年改名为西南交通大学。1985年9月，成立西南交大唐山分校。1989年，总校正式迁往成都市，原峨眉校址改为峨眉分校。2000年2月12日，西南交通大学正式由铁道部划归教育部。2002年在成都犀浦启动新校区建设，同年3月经国家教育部批准西南交通大学唐山分校、唐山高等专科学校和唐山市职工大学合并為唐山学院。2004年9月18日犀浦校区正式启用，同时峨眉分校更名为峨眉校区。
2009年，西南交通大学再次在唐山成立西南交通大学唐山研究院，为西南交通大学二级教学科研单位，是西南交通大学研究生创新实践基地。2023年10月9日西南交通大学唐山园区正式开园使用。

## 學術水平
西南交大交通类学科排名为中國国内第一，车辆工程学科排名与吉林大学并列第一。是中國首批世界一流学科建设高校，“211工程”、“985工程优势学科创新平台”重点建设的研究型大学，入选“2011计划”、“111计划”、卓越工程师教育培养计划、国家大学生创新性实验计划、国家建设高水平大学公派研究生项目、新工科研究与实践项目、中国政府奖学金来华留学生接收院校、首批高等学校科技成果转化和技术转移基地、援藏计划培养单位，为中欧精英大学联盟成员，工商管理硕士协会成员，是2000年全国首批16所本科教学工作优秀的学校之一。西南交通大学有国家实验室1个（籌），国家级重点实验室6个。26个下属学院，1個中外合作辦學學院，2个附属医院和2个异地研究生院，分别位于山东省青岛市和河北省唐山市。

## 校园环境

### 校区分布
西南交通大学分为以下三个校区：
- 成都犀浦校区：四川省成都市郫都区高新区西部园区郫县犀安路999号
- 成都九里校区：四川省成都市金牛区二环路北一段111号
- 峨眉校区：四川省乐山市峨眉山市景区路1号

### 校内景观

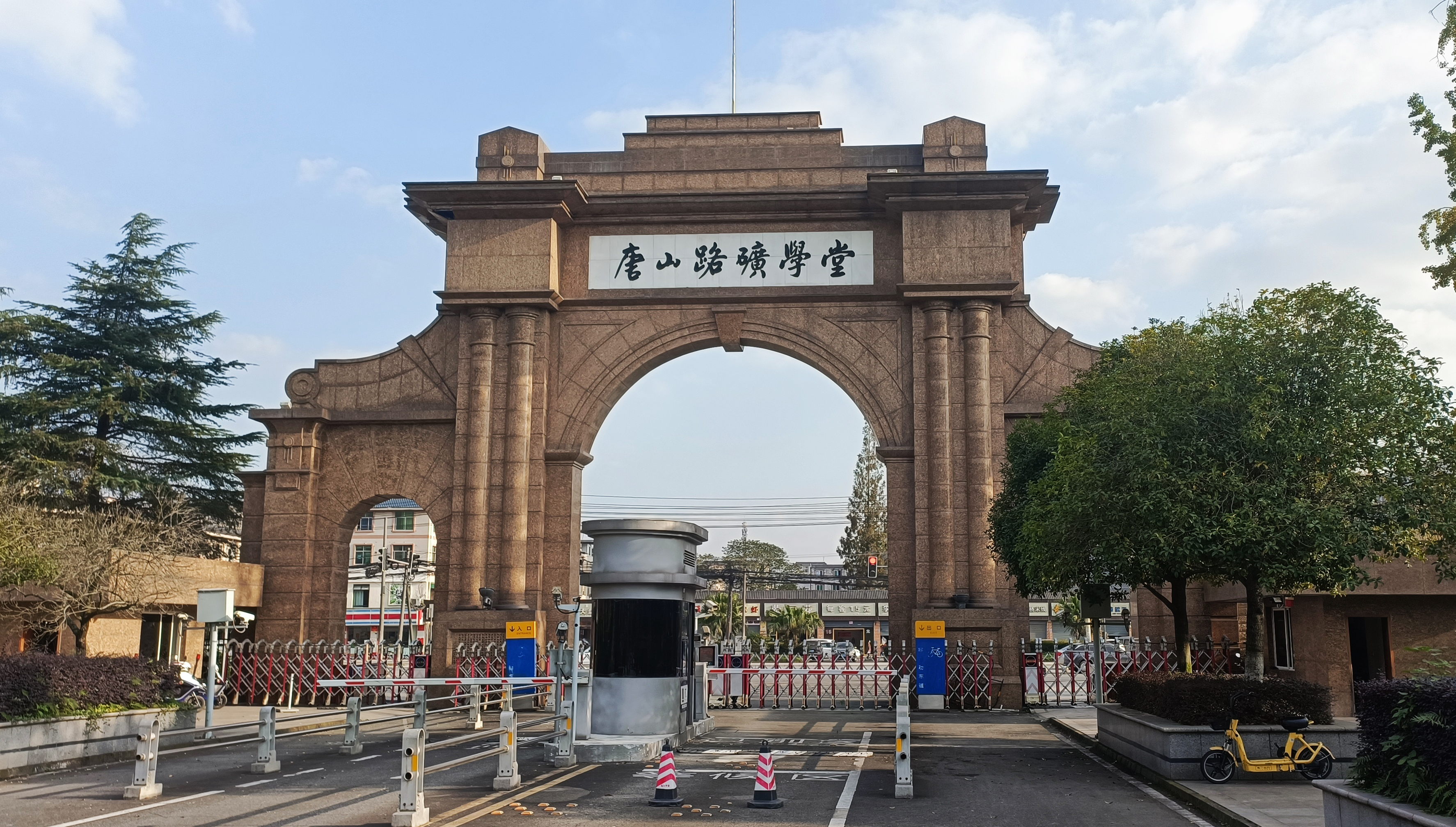
犀浦校区南门（背面）
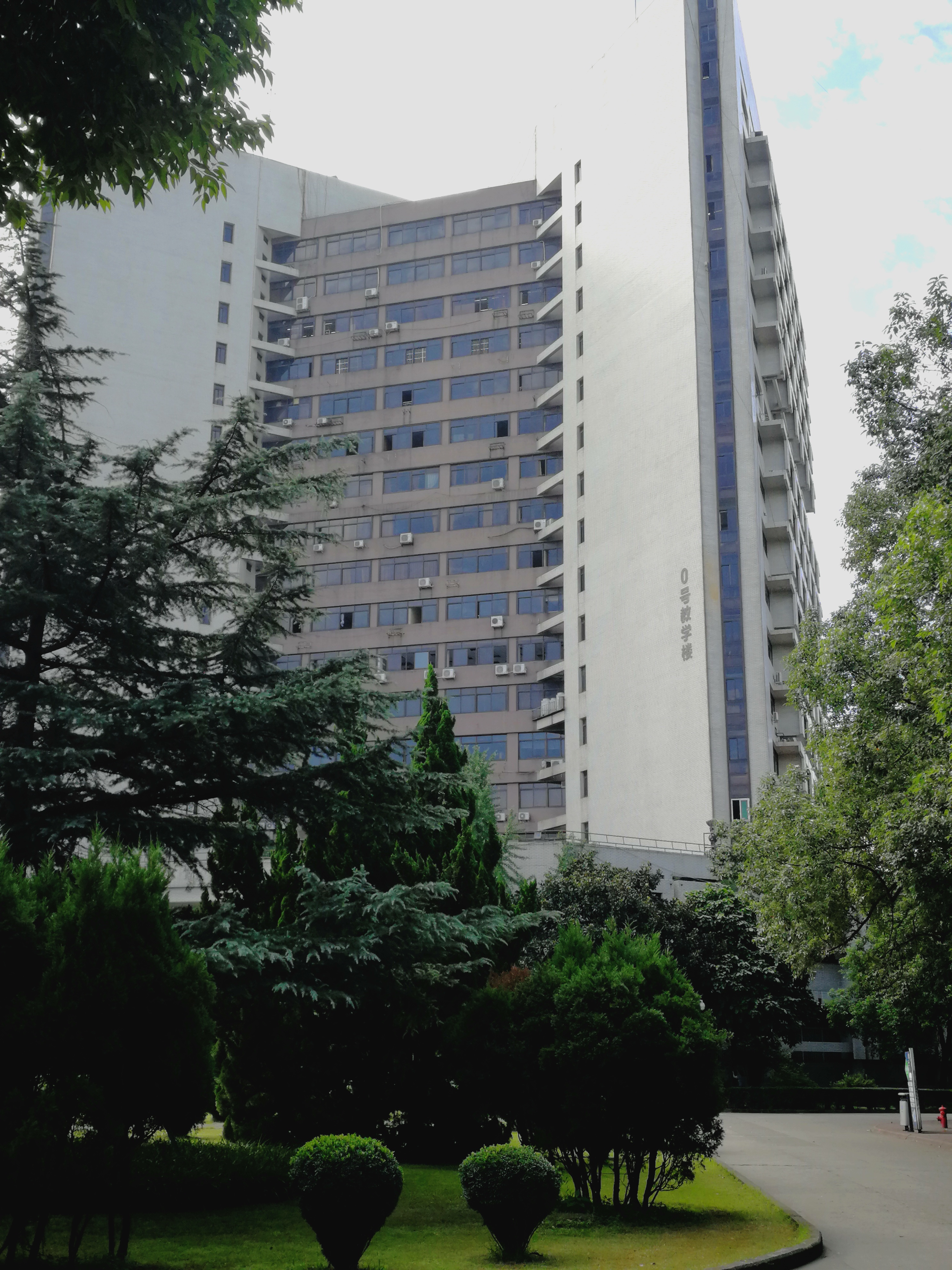
九里校区0号教学楼
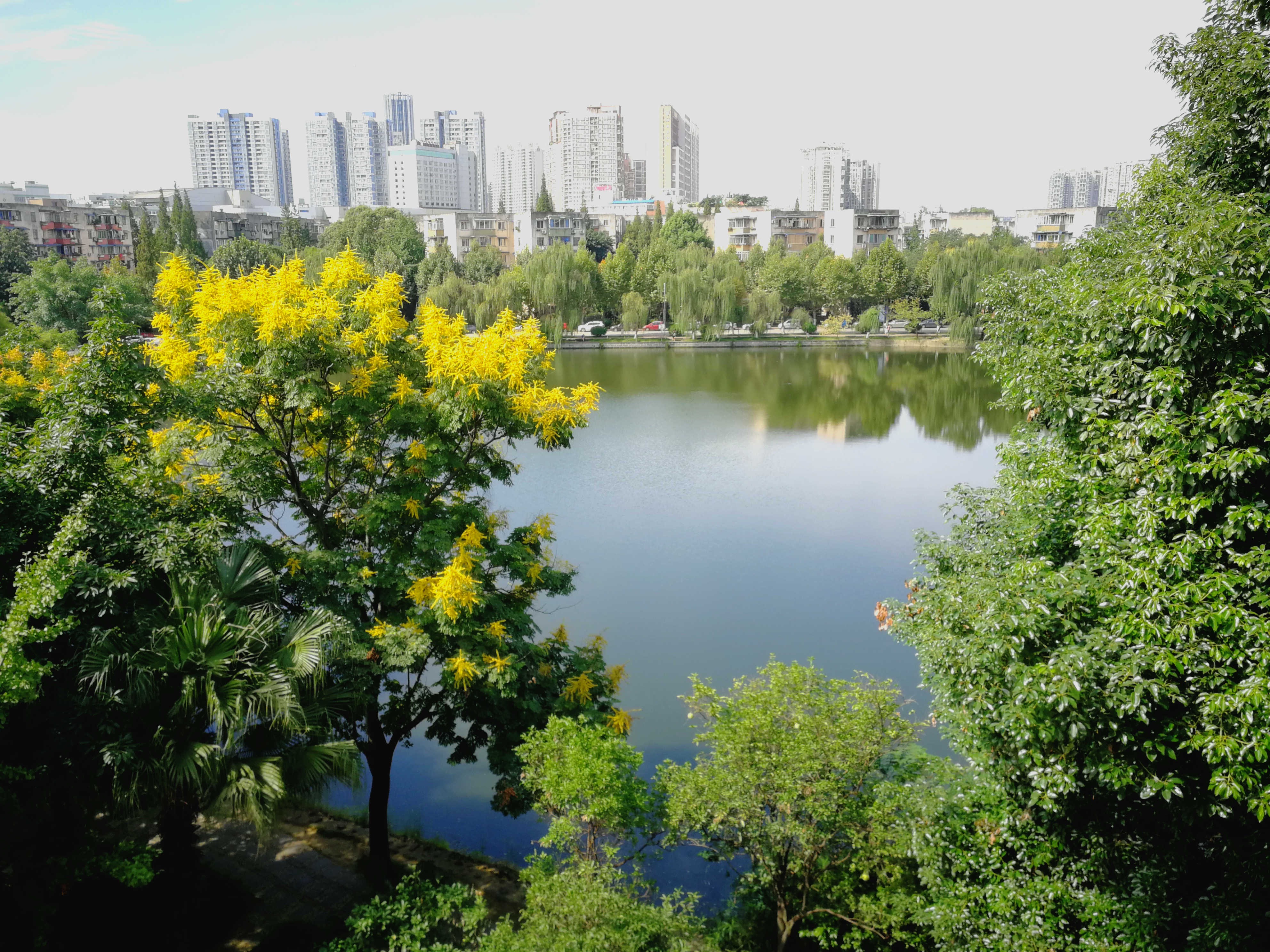
九里校区镜湖
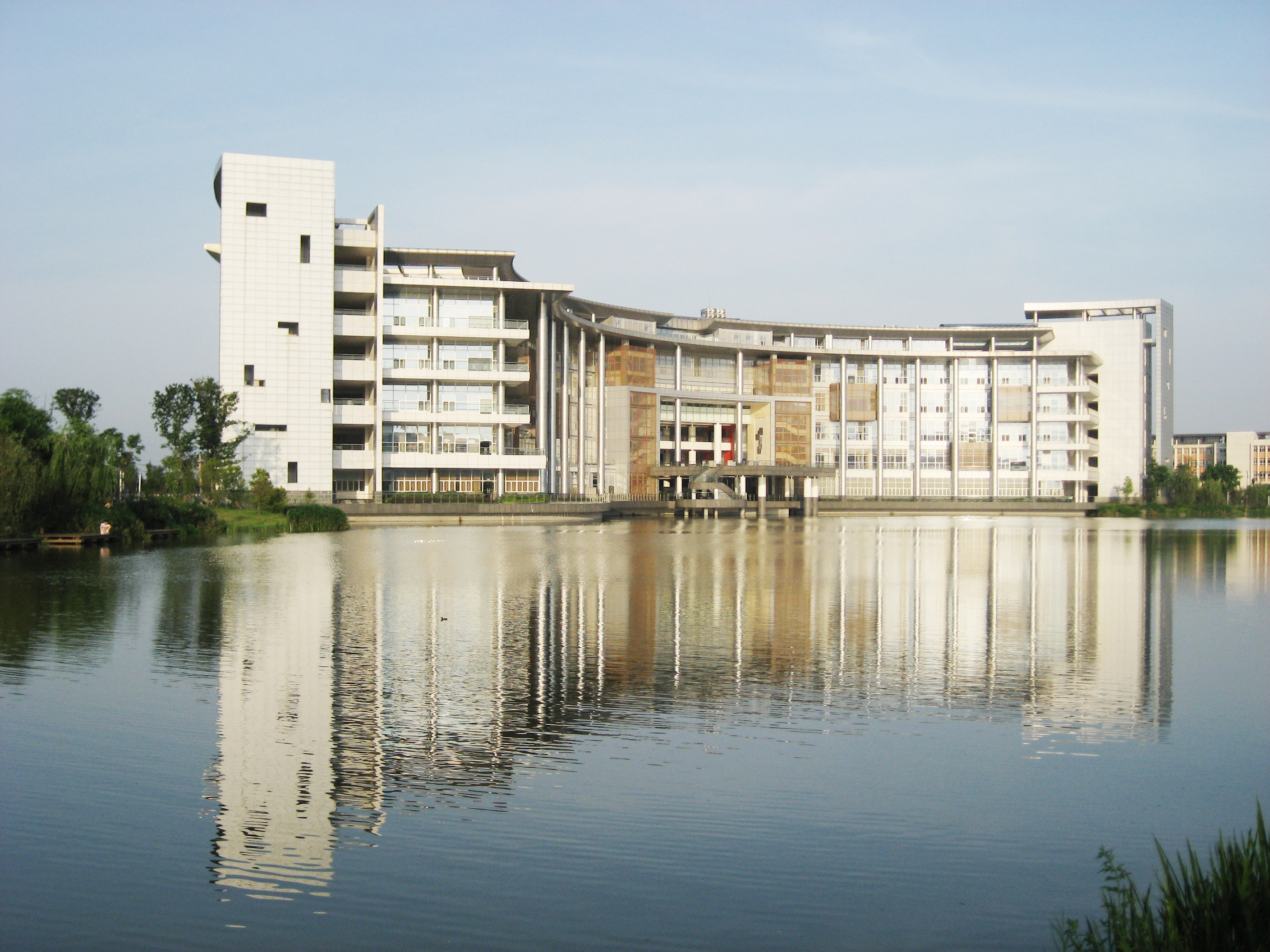
犀浦校区图书馆
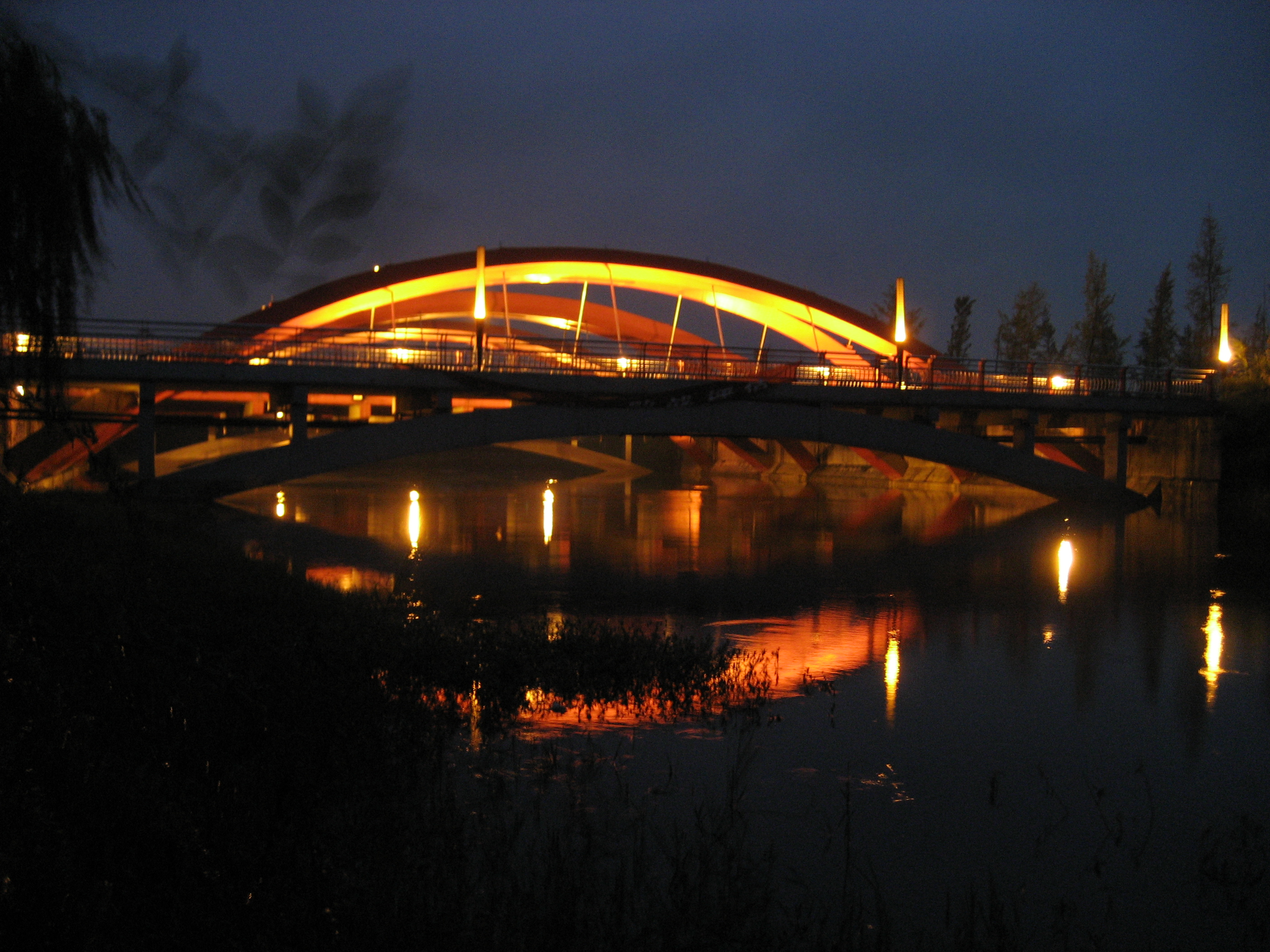
犀浦校区虹桥夜色
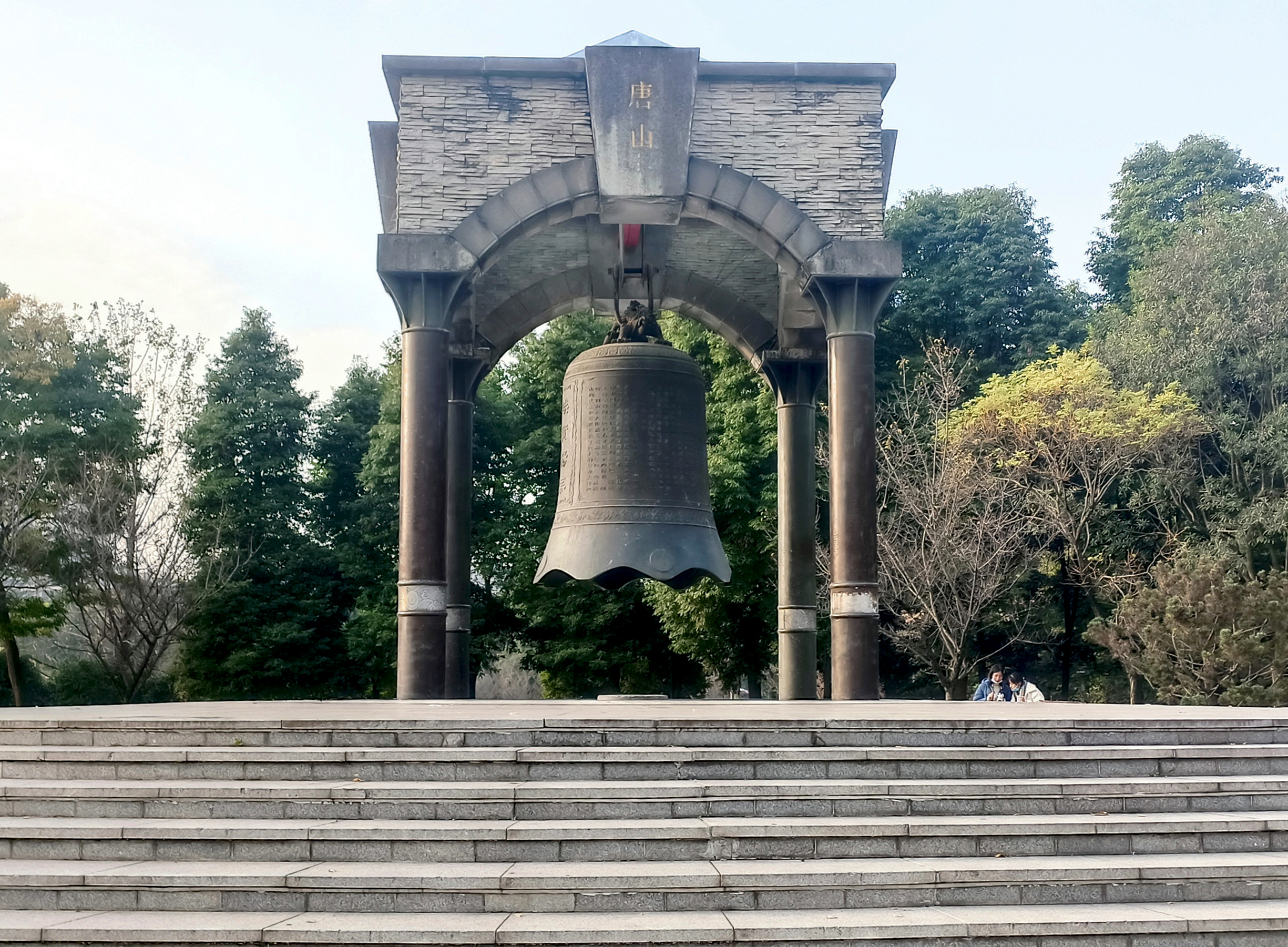
犀浦校区钟亭
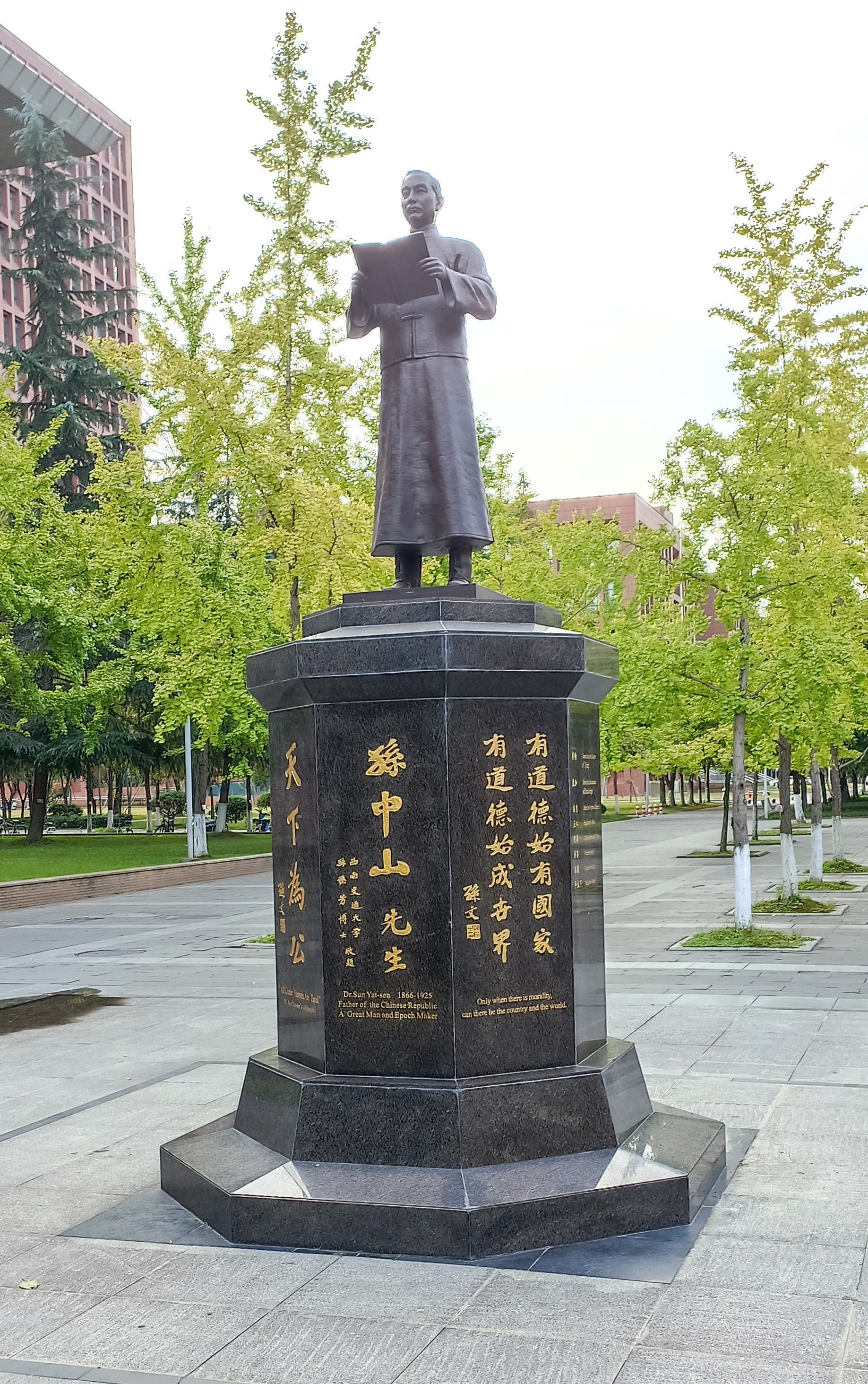
犀浦校区孙中山立像
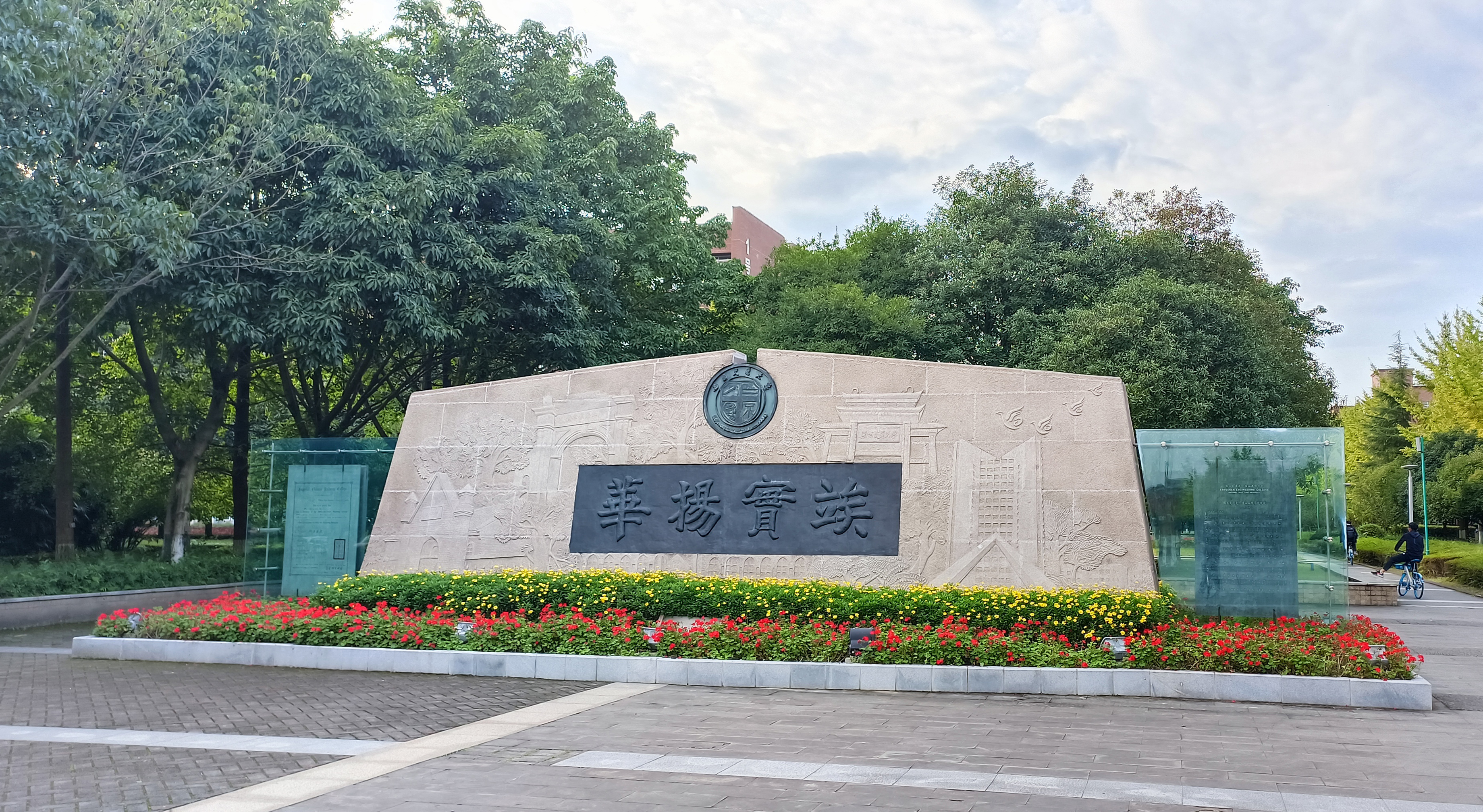
犀浦校区竢实扬华墙
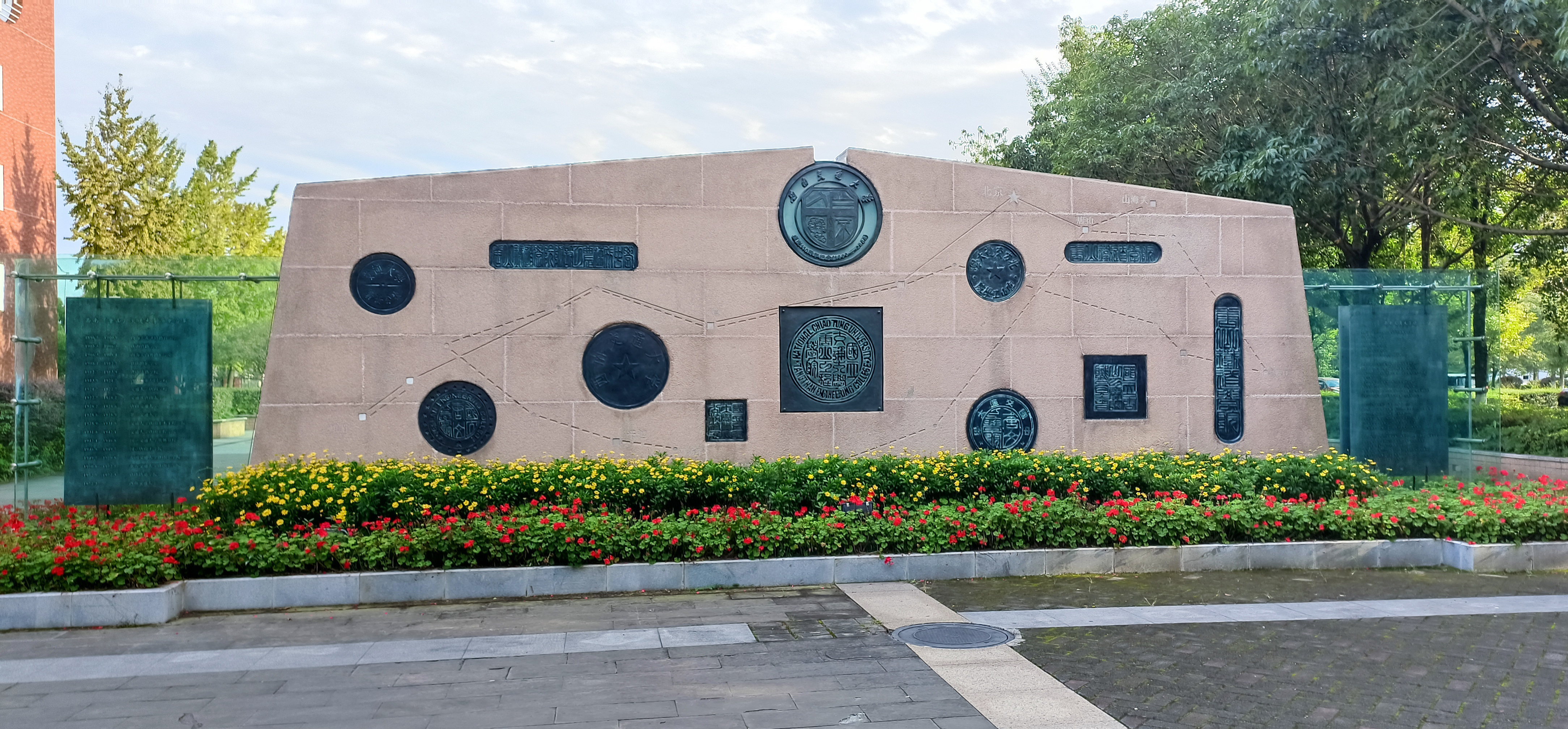
犀浦校区校史浮雕墙（竢实扬华墙背面）
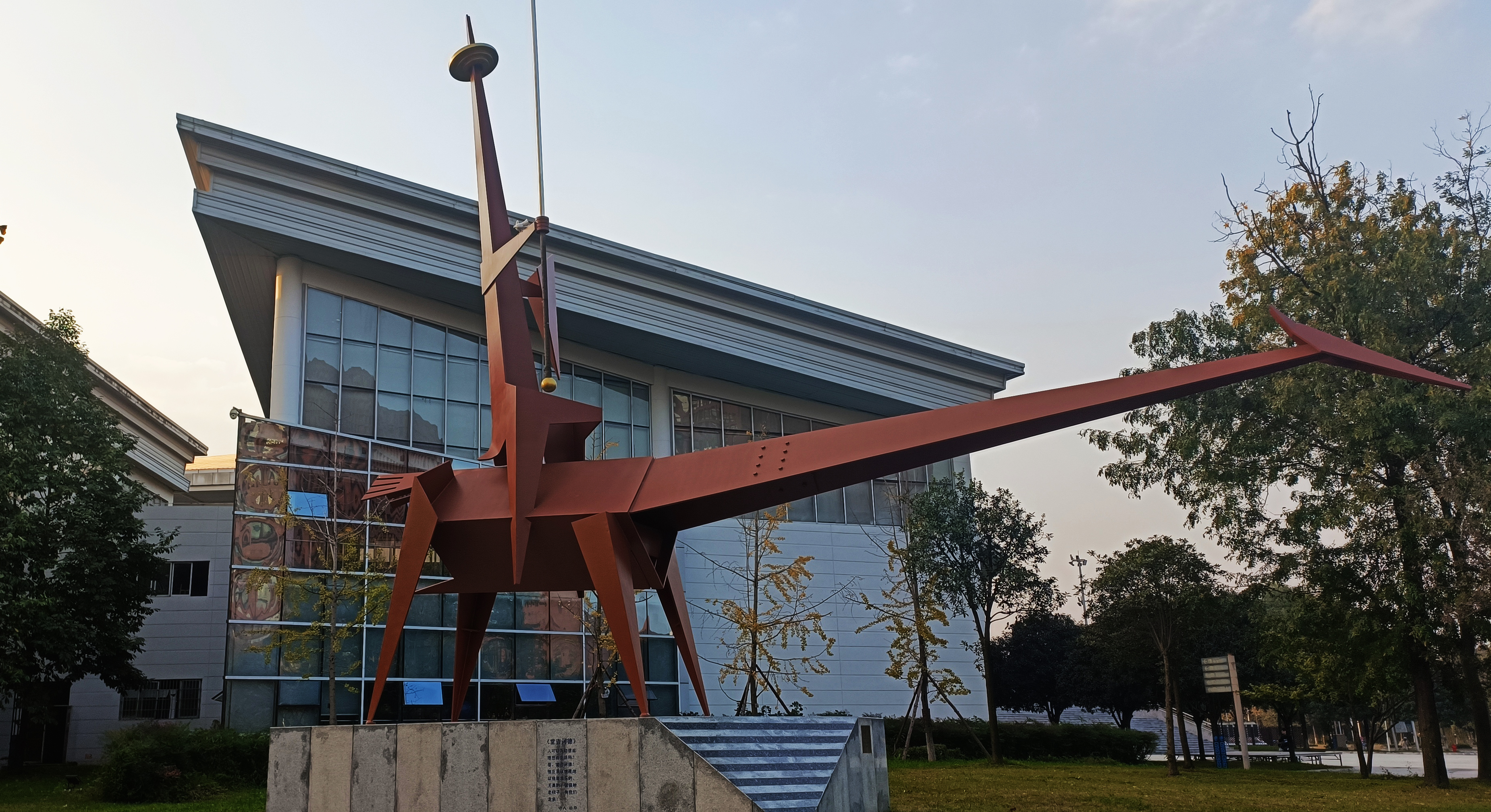
西南交通大学犀浦校区内堂吉诃德雕塑
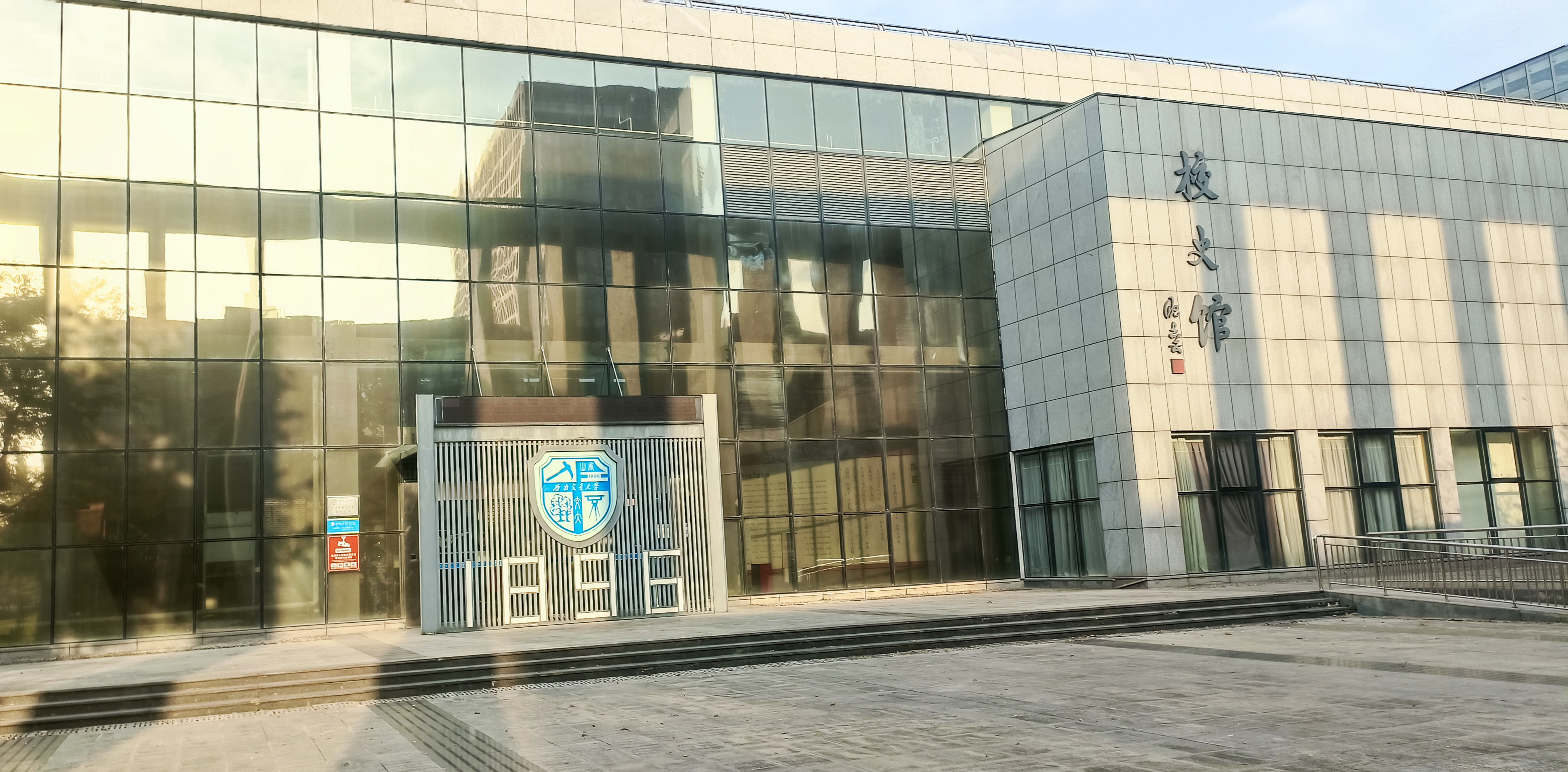
西南交通大学校史馆

- 峨眉校区
  - 明湖。
  - 明诚堂。
  - 名山电影场。
  - 157阶。西山梁下。
  - 枫林桥。157阶下。
  - 东门牌坊。正面背面均书有“西南交通大学”六字。
  - 交大精神牌坊。正面书有“竢实扬华，自强不息”字样。
  - 青年茅以升铜像。位于2教前。
  - 尧茂书雕像。位于明湖边。
- 九里校区
  - 镜湖。
  - 思源碑。
  - 茅以升学长铜像。位于茅以升图书馆前。
  - 詹天佑铜像。位于詹天佑体育馆前。
- 犀浦校区
  - 交通大学校门。仿唐山交大校门。正面书有“交通大学”四字，背面则为“唐山路矿学堂”。
  - 罗忠忱学长铜像，犀浦校区南门入口200米左边。
  - 黄万里学长铜像，犀浦校区南门入口100米左边。
  - 校史浮雕墙，实扬华墙背面。
  - 实扬华钟亭，内有唐山市政府所捐铜钟一口，浙园旁。
  - 实扬华交大精神墙，南门入口七教西边。
  - 堂吉诃德雕塑，体育馆外东南边。
  - 孙中山立像，实验楼5教门口。
  - 虹桥，二食堂对面100米处。
  - X桥，又名分手桥，虹桥上游50m处。
  - 西南交通大学校史馆，4教。
  - 机车博览园，犀浦校区南门入口100米右侧。

## 组织机构

### 院系设置
| 土木工程学院                           | 机械工程学院           | 电气工程学院       |
| 信息科学与技术学院                     | 计算机与人工智能学院   | 交通运输与物流学院 |
| 力学与航空航天学院                     | 人文学院               | 马克思主义学院     |
| 生命科学与工程学院                     | 数学学院               | 建筑学院           |
| 设计艺术学院                           | 地球科学与环境工程学院 | 心理研究与咨询中心 |
| 物理科学与技术学院                     | 材料科学与工程学院     | 外国语学院         |
| 利兹学院                               | 经济管理学院           | 公共管理学院       |
| 城市轨道交通学院（智慧城市与交通学院） | 艺术与传播学院         | 詹天佑学院         |
| 医学院                                 | 工程训练中心           | 体育工作部         |
| 茅以升学院                             | 国际创新创业学院       |                    |

### 科学研究
西南交通大学建有轨道交通国家实验室（筹）、牵引动力国家重点实验室等13个国家级科技创新平台和36个省部级科研基地。该校围绕高速铁路、重载铁路、磁浮交通、新型城轨、真空管道超高速等领域开展基础研究与创新，构建了以“沈氏理论”和“翟孙模型”为标志的铁路大系统动力学基础研究体系，科技成果四次入选“中国高校十大科技进展”，在轨道交通领域获得的国家科技奖励总数位居全国高校、科研院所和行业企业第一，为国家经济建设和社会发展，尤其是中国轨道交通事业发展做出了贡献。此外，该校还在国防科技、智能制造、生物医药、大数据以及物理科学、人文社科等领域取得了许多成果。
西南交通大学拥有交通运输工程、机械工程2个一级科国家重点学科，车辆工程、桥梁与隧道工程等10个二级学科国家重点学科，18个一级学科博士学位授权点，3个博士专业学位授权类别，40个一级学科硕士学位授权点，11个博士后科研流动站。交通运输工程学科位居全国第一（A+）并进入国家“双一流”建设序列，土木工程学科位居全国第七（A-），工程学进入ESI世界排名前1%，材料科学、计算机科学、化学进入ESI世界排名前1%。

### 管理机构
校长办公室、教务处、研究生院、科学技术处、人事处、计划财务处、学生工作处、招生就业处、国际合作与交流处、实验室及设备管理处、政策法规处、审计处、监察处、离退休工作处、校园规划建设处、国有资产及后勤管理办公室、新校区管理委员会、新校区建设指挥部、保卫处。

## 教师
西南交通大學现有专任教师2700余名，其中教授、副教授1200余名。其中有中国科学院院士10人（含8名双聘院士），中国工程院院士17人（含15名双聘院士），“长江学者”特聘教授和讲座教授18人，国家“千人计划”14人，“973计划”首席科学家3人，第三届长江学者成就奖特等奖1人，国家人才计划入选者89人，国家杰出青年科学基金获得者20人，国家优秀青年科学基金获得者12人，国家级有突出贡献专家7人，国家“百千万人才工程”入选者8人；国家自然基金委创新群体1个，教育部创新团队6个，国家级教学团队8个、国家级教学名师7人。另外，該校还聘请了50余位中国科学院院士、中国工程院院士及诺贝尔奖获得者担任兼职（名誉）教授 。

## 文化传统
西南交大的校庆日为每年5月15日。

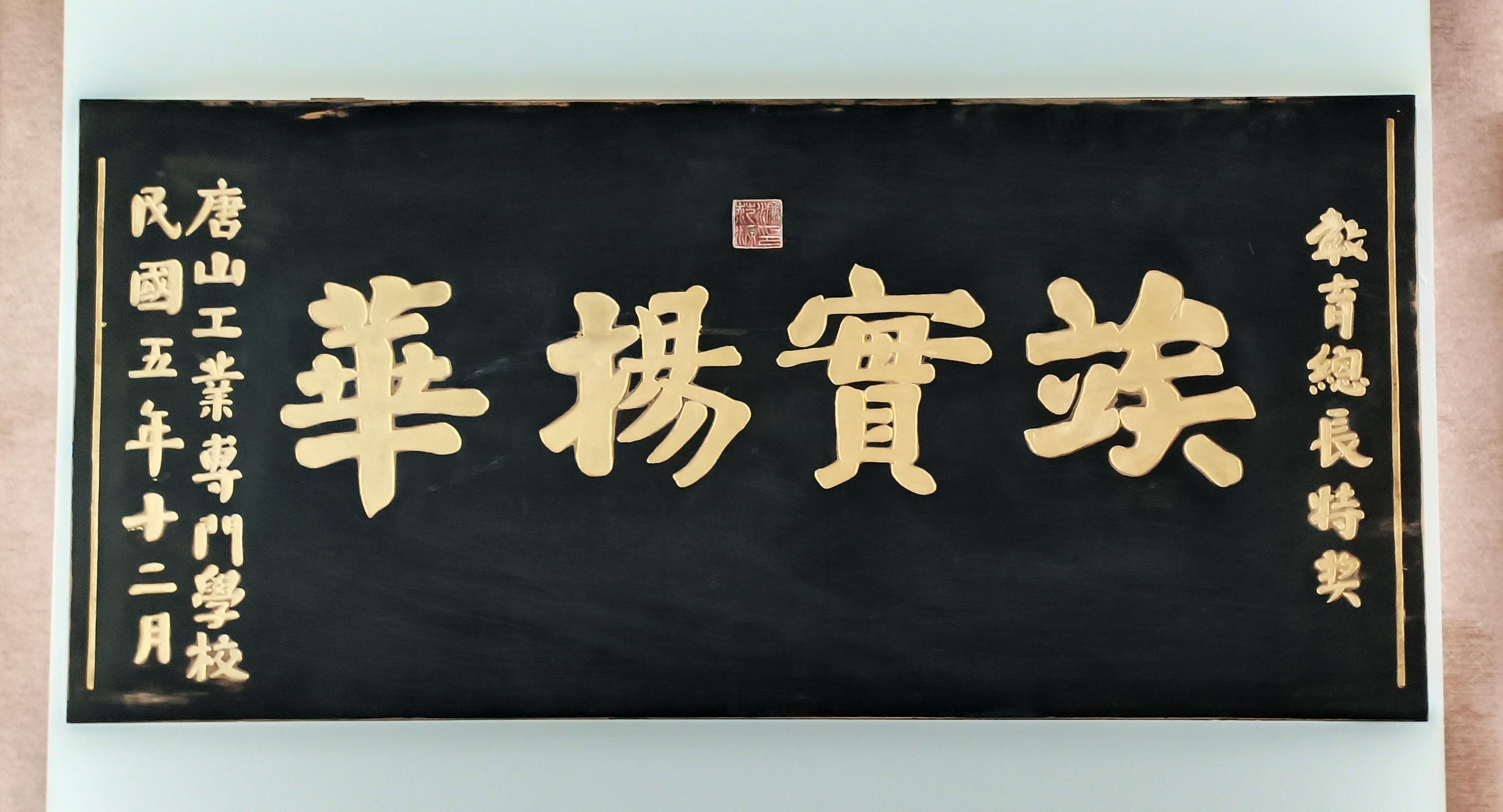
竢实扬华匾，1916年教育总长范源濂赠

《西南交通大学校歌》为2011年西南交通大学115周年校庆期间，在原《国立交通大学唐山工程学院院歌》的基础上修改而成。该校歌由吴稚晖于1934年创作，时学校称“交通大学唐山工程学院”。1918年至1920年期间，吴稚晖先生任我校国文教员。1947年5月15日該校51周年校庆时，修订并正式公布。2011年，学校正式再次启用该校歌，并在此年及以後的毕业典礼上播放并全体齐唱校歌。（参见：西南交通大学校歌）

翳唐山，灵秀钟；我学院，声誉隆。灌输文化尚交通。
习矿冶，土木工，窥学术，贯西中，相期同造最高峰。
璨兮如金在熔，璀兮如玉相攻。桃浓李郁，广座被春风。
宜诚笃，宜勤朴，基础坚，事功崇。文轨车书郅大同。
璨兮如金在熔，璀兮如玉相攻。桃浓李郁，广座被春风。
宜诚笃，宜勤朴，基础坚，事功崇。文轨车书郅大同。

学校校训在历史上有所变更。1930年5月2日，交通大学公布校训：“精勤求学，敦笃励志，果毅力行，忠恕任事”。1947年5月15日，该校建校51周年，唐山复校42周年校庆之际，学院重新确定原交通大学之校训为唐山工学院之院训。院训曰：“精勤求学，敦笃励志；果毅力行，忠恕任事”。

## 知名人物

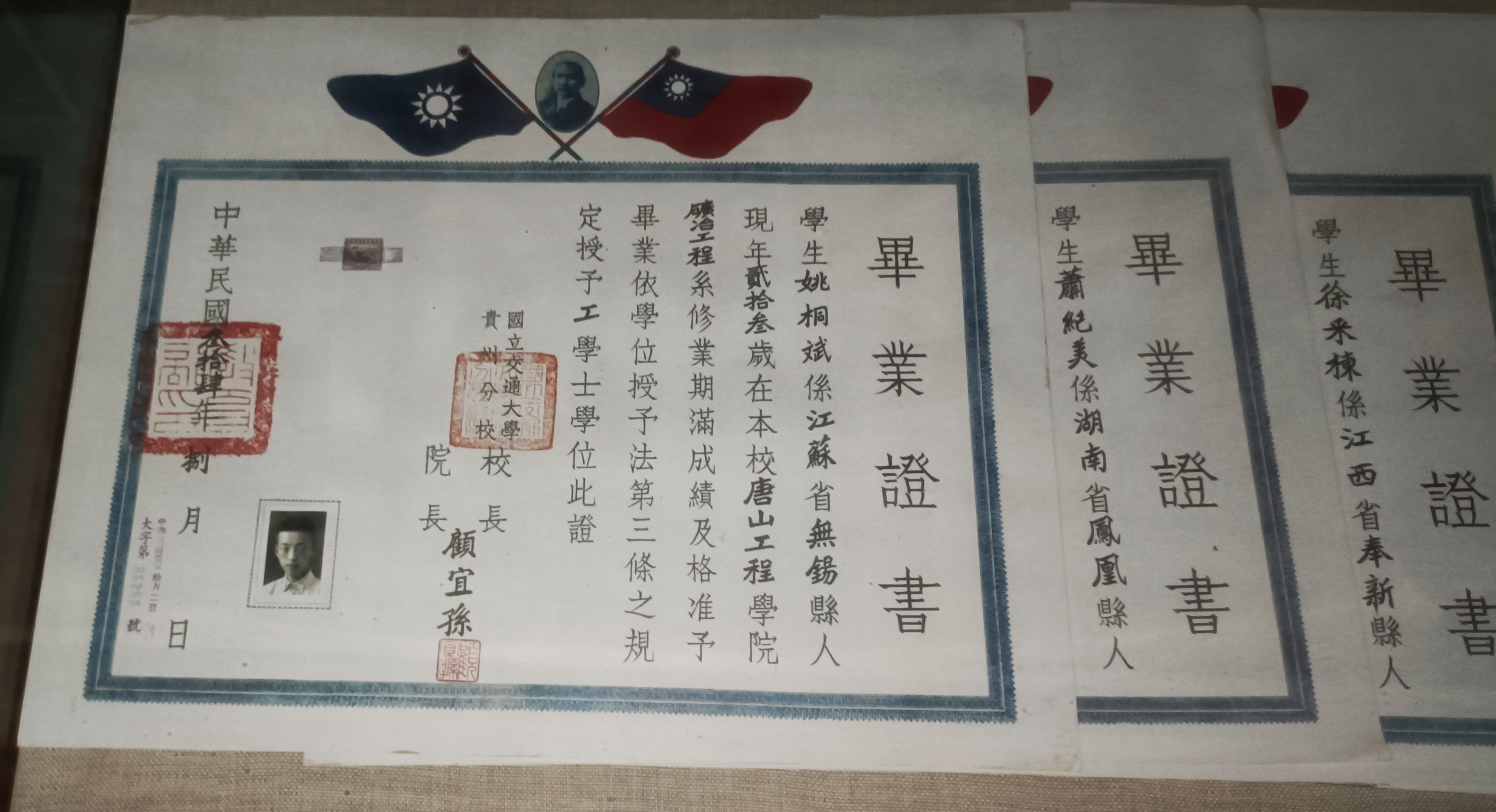
1945年毕业证书

本节列出西南（唐山）交通大学的杰出校友。目前仅列出与西南交通大学直接相关的已逝世的校友。条目尚在补充完善中，无确切数据者暂不列入。

### 院士校友（部分）
- 中国科学院院士（40名） ：竺可桢、钱崇澍、陈能宽、茅以升、张维、严恺、周惠久、李俨、高济宇、曹建猷、朱物华、徐僖、严东生、余国琮、何杰、陈新民、孙训方、徐祖耀、刘宝珺、林同炎、邱竹贤、汪菊潜、王鸿祯、张伯声、袁见齐、庄育智、邹世昌、经福谦、刘仙洲、徐采栋、张沛霖、沈志云、方俊、林同骅、刘恢先、魏寿昆、吴自良、周锡元、翟婉明、钱清泉
- 中国工程院院士（20名）：沈志云、佘畯南、张维、严恺、王梦恕、钱清泉、顾夏声、严东生、彭一刚、李圭白、施仲衡、薛禹群、王三一、龙驭球、梁文灏、葛昌纯、谭靖夷、林秉南、陈清如、沈昌祥
- 中国工程设计大师：邵厚坤、史玉新、施仲衡、梁文灏、徐恭义、王争鸣
- 中央研究院院士：刘大中、林同炎、林同骅、竺可桢、茅以升、钱崇澍、吴稚晖
- 美国国家工程科学院院士：林同炎、林同骅、茅以升
- 第三世界科学院院士：张维、严东生
- 英国皇家建筑学院院士：黄匡源、林炳贤
- 英国皇家土木工程学院Fellow：徐恭义
- IEEE Fellow：范平志（英语：Pingzhi Fan）

### 于该校毕业（按毕业时间排列）
- 杜镇远（1889－1961），湖北秭归人，1914年毕业。土木工程。
- 茅以升（1896－1989），江苏镇江人，1916年毕业。桥梁工程。
- 侯家源（1896－1959），江苏苏州人，1918年毕业。土木工程。
- 汪菊潜（1906－1975），上海市人，1926年毕业，学号A282。铁路桥梁工程。
- 庆承道（1903－1985），安徽含山人，1928年毕业。土木工程。
- 王公衡（1906－1987），北京市人，1931年毕业。船舶流体力学。
- 周惠久（1909－1999），1931年毕业。金属材料、力学性能及热处理。
- 林同炎（1912－2003），1931年毕业。桥梁工程。
- 黄万里（1911－2001），1932年毕业。水利和水文学。
- 顾兆勋（1908－2000），1932年毕业。土木系。
- 张维（1913－2001），1933年毕业，学号A628。固体力学和结构力学。
- 刘恢先（1912－1992），1933年毕业，学号A633。结构工程与地震工程。
- 林同骅（1911－2007），原籍福州，生于四川重庆。1933年毕业。力学。
- 严恺（1912－2006），1933年毕业，学号A657。水利和海洋工程。
- 唐振绪（1911－2003），1935年毕业。土木和水利工程。
- 刘大中（1914－1975），1936年毕业。后赴康乃尔大学修经济学。经济学。
- 佘畯南（1916－1998，1941年毕业。建筑创作。
- 林秉南（1920－2014），1942年毕业。土木。
- 邱竹贤（1921－2006），1943年毕业。有色金属冶金。
- 肖纪美（1920－2014），1943年毕业。矿冶工程。
- 孙翔（1941－1995），1964年毕业。机械系内燃机车专业。
- 刘志军（1953－），1984年毕业。运输管理专业。
- 徐恭义（1963－），1984年毕业。桥梁工程专业。

### 曾就读于该校
- 钱崇澍（1883－1965），1909年上海南洋公学毕业后被保送至该校。1910年与胡适、李四光、赵元任、竺可桢等赴美深造。植物生理学和植物生态学。
- 竺可桢（1890－1974），1909年考入该校，学号229。1910年赴美国留学。气象和地理。
- 杨杏佛（1893－1933），1911年考入该校。1912年11月赴美国留学。经济管理学家，社会活动家。
- 张沛霖（1917－2005)，1936年考入该校，学号A968。1940年毕业于西北工学院。物理冶金。
- 王三一（1929－2003)，1948年入校，1953年清华大学毕业。水利。

### 曾执教于该校
- 吴稚晖（1865－1953），1918年至1919年任该校国文教员。
- 林炳贤（1901－1986），1929年来该校土木系任副教授、教授，讲授房屋建筑、建筑学等课程。抗日战争期间随校搬迁奔波，抗战胜利后于1946年率众回到唐山。1946年该校增设建筑工程系，任系主任。1948年离校。
- 朱物华（1902－1998），1930年8月至1933年7月任该校物理学、电工学教授。
- 刘仙洲（1890－1975），1931年来该校任教，离校时间待考。
- 范治纶（1906－1978），1934年来该校任教至辞世。水利学教授。
- 胡刚复（1892－1966），1949年至1951年任该校教授。
- 任朗（1913－2005），教授。奉天盛京（今辽宁沈阳）人。1937年毕业于交通大学电机学院。1945年获美国哈佛大学理学硕士学位。西南交通大学教授，中国电子学会天线专业学会第一届副主任，《天线学报》主编。
- 曹建猷（1917－1997），1978年任西南交通大学副校长。
- 王柢（1911－2013），1949年后一直执教至退休。